# Hugo II, Whodunit?
 (août 2018).
Si vous disposez d'ouvrages ou d'articles de référence ou si vous connaissez des sites web de qualité traitant du thème abordé ici, merci de compléter l'article en donnant les références utiles à sa vérifiabilité et en les liant à la section « Notes et références ».
Hugo II, Whodunit?  est un jeu d'aventure sorti pour DOS en 1991.
C'est la suite de Hugo's House of Horrors sorti en 1990, et est suivi par Hugo III, Jungle of Doom!, sorti en 1992.

## Trame
Dans le jeu, le joueur contrôle la copine d'Hugo, Pénélope, qui doit enquêter sur le mystérieux meurtre de l'Oncle Horace et la disparition d'Hugo lors d'une escapade romantique au manoir de son oncle.

## Système de jeu
Le joueur déplace Penelope en utilisant les touches fléchées du clavier, et contrôle ses actions par la saisie de commandes sur le clavier (ou, plus tard avec la sortie de la version Windows, le joueur peut utiliser la souris). Le jeu est connu pour avoir plusieurs énigmes qui ne peut être résolues qu'en redémarrant (par exemple, si une boîte d'allumettes est mouillée, la seule façon de terminer le jeu est de recommencer, mais la seule façon de le savoir est d’atteindre le point où vous ne pouvez pas continuer).